# DHPS
DHPS (англ. Deoxyhypusine synthase) – білок, який кодується однойменним геном, розташованим у людей на короткому плечі 19-ї хромосоми. Довжина поліпептидного ланцюга білка становить 369 амінокислот, а молекулярна маса — 40 971.
| 10         |  | 20         |  | 30         |  | 40         |  | 50         |
| ---------- |  | ---------- |  | ---------- |  | ---------- |  | ---------- |
| MEGSLEREAP |  | AGALAAVLKH |  | SSTLPPESTQ |  | VRGYDFNRGV |  | NYRALLEAFG |
| TTGFQATNFG |  | RAVQQVNAMI |  | EKKLEPLSQD |  | EDQHADLTQS |  | RRPLTSCTIF |
| LGYTSNLISS |  | GIRETIRYLV |  | QHNMVDVLVT |  | TAGGVEEDLI |  | KCLAPTYLGE |
| FSLRGKELRE |  | NGINRIGNLL |  | VPNENYCKFE |  | DWLMPILDQM |  | VMEQNTEGVK |
| WTPSKMIARL |  | GKEINNPESV |  | YYWAQKNHIP |  | VFSPALTDGS |  | LGDMIFFHSY |
| KNPGLVLDIV |  | EDLRLINTQA |  | IFAKCTGMII |  | LGGGVVKHHI |  | ANANLMRNGA |
| DYAVYINTAQ |  | EFDGSDSGAR |  | PDEAVSWGKI |  | RVDAQPVKVY |  | ADASLVFPLL |
| VAETFAQKMD |  | AFMHEKNED  |  |            |  |            |  |            |

A: Аланін

C: Цистеїн

D: Аспарагінова кислота

E: Глутамінова кислота

F: Фенілаланін

G: Гліцин

H: Гістидин

I: Ізолейцин

K: Лізин

L: Лейцин

M: Метіонін

N: Аспарагін

P: Пролін

Q: Глутамін

R: Аргінін

S: Серин

T: Треонін

V: Валін

W: Триптофан

Кодований геном білок за функціями належить до трансфераз, фосфопротеїнів. 
Задіяний у такому біологічному процесі, як альтернативний сплайсинг. 
Білок має сайт для зв'язування з НАД. 